# Langues en Inde
Les langues en Inde sont très diverses et appartiennent à plusieurs familles linguistiques. 
Le recensement de 2011 a comptabilisé 270 langues maternelles dans le pays, dont 122 langues importantes. La Constitution indienne reconnaît 22 langues officielles. 77 % des Indiens parlent une langue indo-aryenne (dont la plus parlée du pays, le hindi, est la langue maternelle de 422 millions d'Indiens, soit 41 % de la population), 20 % une langue dravidienne. Les autres familles représentées sont les langues austroasiatiques, sino-tibétaines et tai-kadai ainsi que quelques isolats. L'anglais, langue du colonisateur britannique, est parlé en première ou seconde langue par 12 % de la population.
La langue officielle du gouvernement central est le hindi. La Constitution prévoyait que l'anglais cesserait d'être la seconde langue officielle quinze ans après l'Indépendance, mais, face à la protestation des États non hindiphones, le Parlement a adopté une loi en 1963 qui maintient le statut de l'anglais comme seconde langue officielle. En outre, vingt-deux langues officielles sont listées dans la Huitième Annexe de la Constitution,. Une quinzaine de langues ont également un statut officiel à l'échelle d'au moins un État fédéré ou territoire de l'Union.

## Histoire
Les langues d'Inde du Sud appartiennent à la famille dravidienne, indigène du sous-continent indien. Le proto-dravidien était parlé en Inde au 4e millénaire avant J.-C. et a commencé à se désintégrer en diverses branches autour du 3e millénaire. Les langues dravidiennes sont classées en quatre groupes : langues du nord, du centre (kolami, parji), du centre-sud (télougou, kui) et du sud (tamoul, kannada).
Les langues du Nord font partie de la branche indo-iraniennes de la famille indo-européenne. Elles ont évolué au Moyen Âge à partir de l'indo-aryen via le prakrit et l'apabhramsha. On distingue trois étapes : le vieil indo-aryen de 1500 avant J.-C. à 600 avant J.-C., le moyen indo-aryen (600 avant J.-C. à 1000 après J.-C.) et le nouvel indo-aryen (entre 1000 et 1300) à partir duquel émergent les langues indo-aryennes modernes.
Le persan a été introduit en Inde par les Ghaznévides et d'autres dynasties turco-afghanes comme langue de cour. Le persan a ainsi influencé l'art, l'histoire et la littérature indienne pendant plus de 500 ans, aboutissant à une persanisation de nombreuses langues, notamment dans le domaine lexical. En 1837, l'anglais a remplacé le persan comme langue administrative et, au XIXe siècle, un mouvement hindi a entrepris de remplacer le vocabulaire persan par un vocabulaire dérivé du sanskrit.
Ainsi, l'hindoustani — dont l'hindi et l'ourdou sont deux registres — est très influencé par le sanskrit, le persan et l'arabe,.

## Statistiques

### Nombre de langues
Le premier recensement officiel des langues de l'Inde est effectué par George Abraham Grierson entre 1898 et 1928. Dans le Linguistic Survey of India, il reporte un total de 179 langues et 544 dialectes. Ces chiffres sont toutefois sujets à caution en raison des définitions ambiguës de « langue » et « dialecte » mais également des données partielles venant d'Inde du Sud,.
La publication Ethnologue, Languages of the World de SIL International a listé 461 langues en Inde, 447 pratiquées et 14 éteintes,.
Le People's Linguistic Survey of India, une institution de recherche privée, a compté 66 alphabets différents et 780 langues dans une étude nationale.
Le Anthropological Survey of India a compté 325 langues utilisées dans 5 633 communautés.
Enfin, le recensement indien de 2011 — qui utilise sa propre terminologie en distinguant entre des « langues » subdivisées en « langues maternelles » — dénombre 270 langues maternelles identifiables dont 29 ont plus d'un million de locuteurs natifs.

### Locuteurs

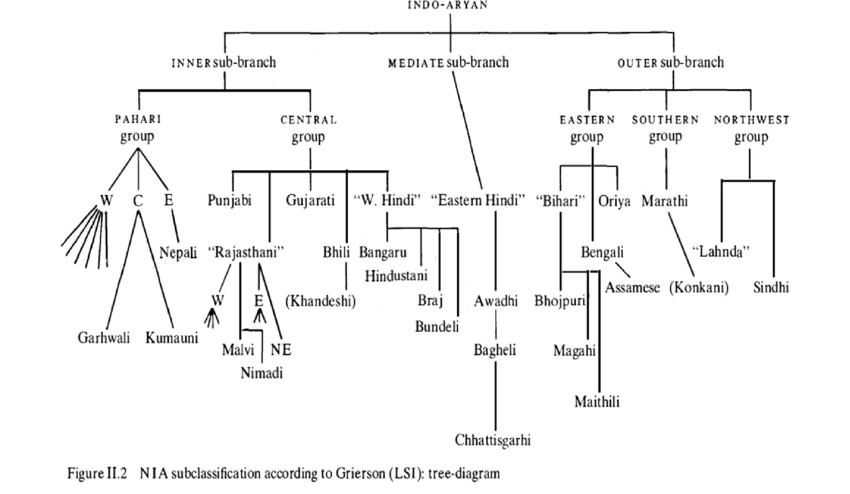
Classification des langues indo-aryennes de l'Inde

| Langue              | Locuteurs 2001 | Pourcentage population | Locuteurs 2011 | Pourcentage population |
| ------------------- | -------------- | ---------------------- | -------------- | ---------------------- |
| Hindi               | 422 048 642    | +41,03                 | 528 347 193    | +43,63                 |
| Bengali             | 83 369 769     | +08,11                 | 97 237 669     | +08,03                 |
| Marathi             | 71 936 894     | +06,99                 | 83 026 680     | +06,86                 |
| Télougou            | 74 002 856     | +07,19                 | 81 127 740     | +06,7                  |
| Tamoul              | 60 793 814     | +05,91                 | 69 026 881     | +05,7                  |
| Gujarati            | 46 091 617     | +04,48                 | 55 492 554     | +04,58                 |
| Ourdou              | 51 536 111     | +05,01                 | 50 772 631     | +04,19                 |
| Kannada             | 37 924 011     | +03,69                 | 43 706 512     | +03,61                 |
| Odia                | 33 017 446     | +03,21                 | 37 521 324     | +03,1                  |
| Malayalam           | 33 066 392     | +03,21                 | 34 838 819     | +02,88                 |
| Pendjabi            | 29 102 477     | +02,83                 | 33 124 726     | +02,74                 |
| Assamais            | 13 168 484     | +01,28                 | 15 311 351     | +01,26                 |
| Maithili            | 12 179 122     | +01,18                 | 13 583 464     | +01,12                 |
| Santali             | 6 469 600      | +00,63                 | 7 368 192      | +00,61                 |
| Kashmiri            | 5 527 698      | +00,54                 | 6 797 587      | +00,56                 |
| Népalais            | 2 871 749      | +00,28                 | 2 926 168      | +00,24                 |
| Sindhi              | 2 535 485      | +00,25                 | 2 772 264      | +00,23                 |
| Dogri               | 2 282 589      | +00,22                 | 2 596 767      | +00,21                 |
| Konkani             | 2 489 015      | +00,24                 | 2 256 502      | +00,19                 |
| Manipuri            | 1 466 705      | +00,14                 | 1 761 079      | +00,15                 |
| Bodo                | 1 350 478      | +00,13                 | 1 482 929      | +00,12                 |
| Sanskrit            | 14 135         | +00,                   | 24 821         | +00,                   |
| Total des locuteurs | 1 028 610 328  | +96,56                 | 1 210 854 977  | +96,71                 |

## Liste des principales langues

### Langues indo-aryennes

#### Hindi et ourdou
Le hindi et l'ourdou sont considérés comme deux registres d'une même langue, l'hindoustani : elles se différencient par l'écriture (dévanagari pour le hindi et une adaptation de l'alphabet arabe pour l'ourdou) et leurs vocabulaires savants, tirés du sanskrit en hindi et du persan et de l'arabe en ourdou.
Le hindi est la langue la plus parlée en Inde, avec 422 millions de locuteurs, soit 41 % de la population, principalement dans le Nord du pays. Les États hindiphones forment ainsi ce qu'on appelle la « Hindi Belt ». Il s'agit de la langue officielle du gouvernement central, l'anglais étant deuxième langue officielle. Le hindi compte de nombreux dialectes : le khariboli de la région de Delhi forme le hindi standard. Les dialectes sont regroupés en une zone centrale, couvrant notamment l'Uttar Pradesh, le Chhattisgarh, la majorité du Madhya Pradesh et l'Haryana, une zone ouest proche du rajasthani et une zone est autour du bihari. 
L'ourdou est principalement présent dans les régions où les musulmans forment une importante part de la population, notamment l'Inde du Nord, le Maharashtra, le Télangana, l'Andhra Pradesh et le Karnataka.
Le hindi serait aussi important en seconde langue : il est estimé[réf. nécessaire] que entre 20 et 25 % des Indiens auraient le hindi en seconde langue en 2001. Donc, le hindi serait au moins compris et parlé par 66 % à 71 % des Indiens en 2001.  

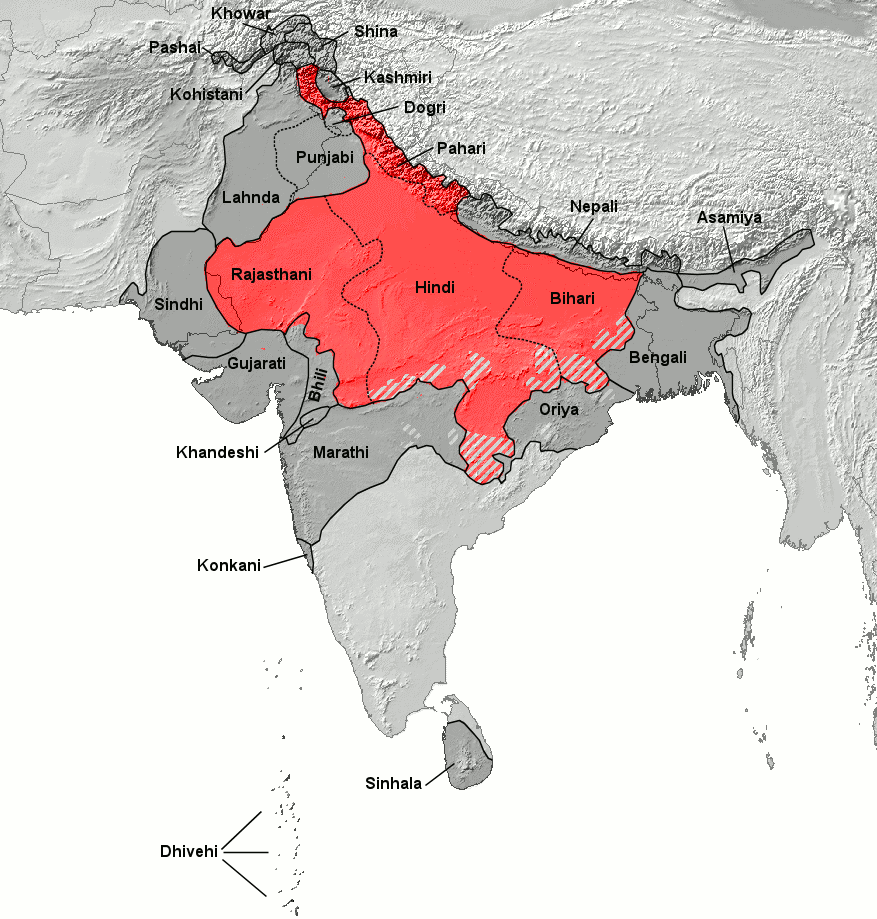
Carte de la Hindi Belt avec les groupes de dialectes.
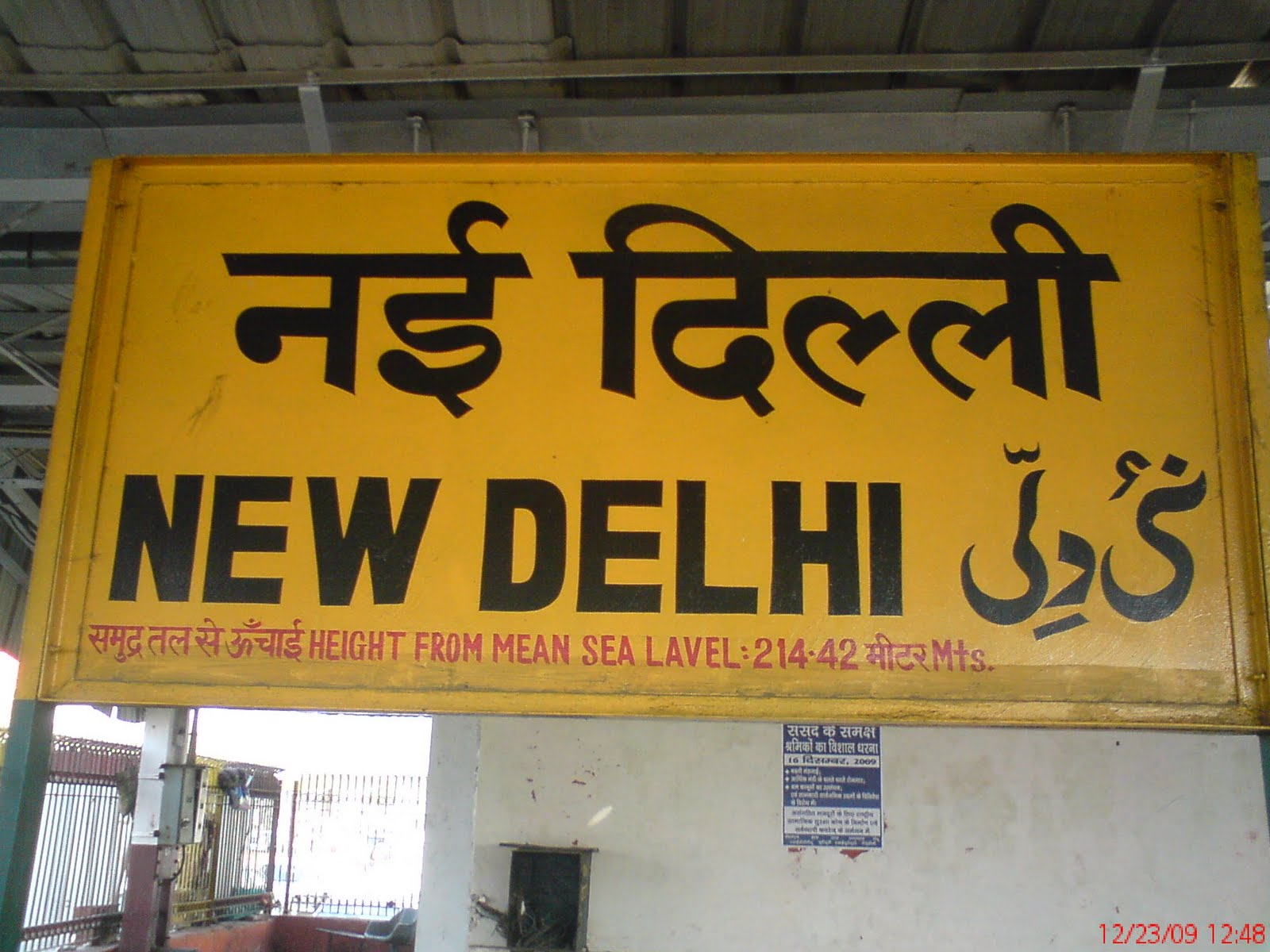
Panneau en hindi, anglais et ourdou dans la gare de New Delhi.

#### Bengali
Le bengali est parlé principalement au Bengale-Occidental ainsi que dans une partie des États du Nord-Est. Il s'écrit avec son propre alphasyllabaire et connait une situation de diglossie entre la shadhubhasha, la langue littéraire, et la choltibhasha.
Le bengali connait une littérature très riche, notamment issu de la Renaissance du Bengale dont un des auteurs emblématiques est Rabindranath Tagore. L'hymne national indien, Jana Gana Mana, est écrit en bengali.

#### Marathi

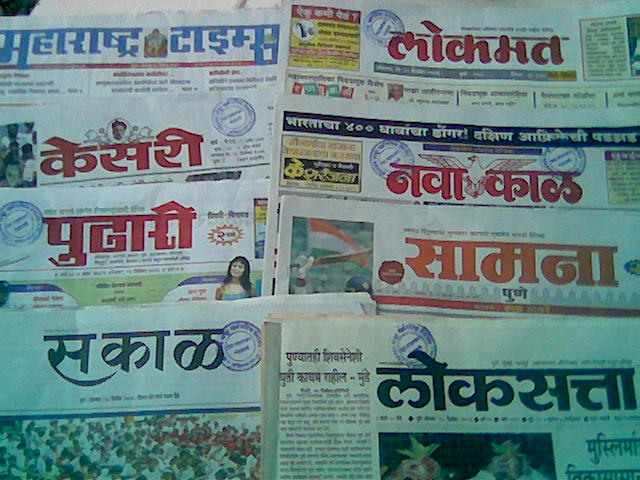
Journaux en marathi à Mumbai.

Le marathi est la langue officielle du Maharashtra, État formé en 1960 sur une base linguistique. Le marathi s'écrit avec l'alphabet devanagari, comme le hindi, mais possède plusieurs particularités telles que la distinction entre « nous » exclusif et inclusif ou l'existence d'un genre neutre.
Le marathi est la langue du courant de « littérature dalit », né en 1958 et inspiré des leaders dalits Jyotiba Phule, Bhimrao Ramji Ambedkar ou Baburao Bagul.

#### Autres langues indo-aryennes

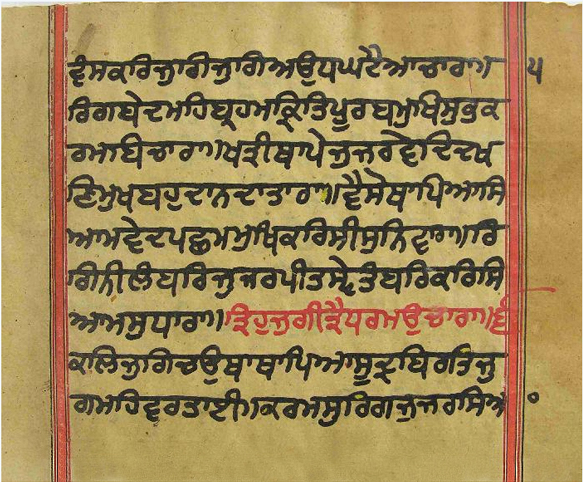
Livre ancien en pendjabi.

Parmi les principales autres langues indo-aryennes :
- le gujarati est officiel au Gujarat et dans les territoires de Daman et Diu et Dadra et Nagar Haveli, il s'écrit avec un alphasyllabaire très proche de la devanagari ;
- l'odia, anciennement appelé oriya, dispose également de son propre alphasyllabaire et est parlé en Odisha ;
- le pendjabi est écrit avec la gurmukhi et est parlé au Pendjab ; c'est la langue du Guru Granth Sahib, le livre saint du sikhisme.

### Langues dravidiennes

#### Télougou
Le télougou est la langue officielle de l'Andhra Pradesh et du Télangana, ainsi que de la ville de Yanaon. Écrit avec son propre alphasyllabaire, le télougou est une langue dravidienne mais qui a beaucoup emprunté au sanskrit. 
On considère que le règne de Krishna Deva Raya (XVIe siècle, dans le royaume de Vijayanagara, est l'âge d'or de la littérature télougou. À partir du XVIIIe siècle, au sein de l'État de Hyderabad, le télougou est également influencé par le persan.

#### Tamoul
Le tamoul est la langue officielle du Tamil Nadu et une des langues officielles du Territoire de Pondichéry.
Les locuteurs natifs de cette langue sont appelés les Tamouls.

#### Autres langues dravidiennes
Le kannara ou kannada, langue officielle  du Karnataka. Des inscriptions retrouvées en cette langue datent de 578.
Le malayalam,  parlée dans le sud du pays et notamment dans les États du Kerala et du Lakshadweep, ainsi que le territoire de Pondichéry, est une langue qui s'est séparée du tamoul  vers le xe siècle.

## Langues officielles

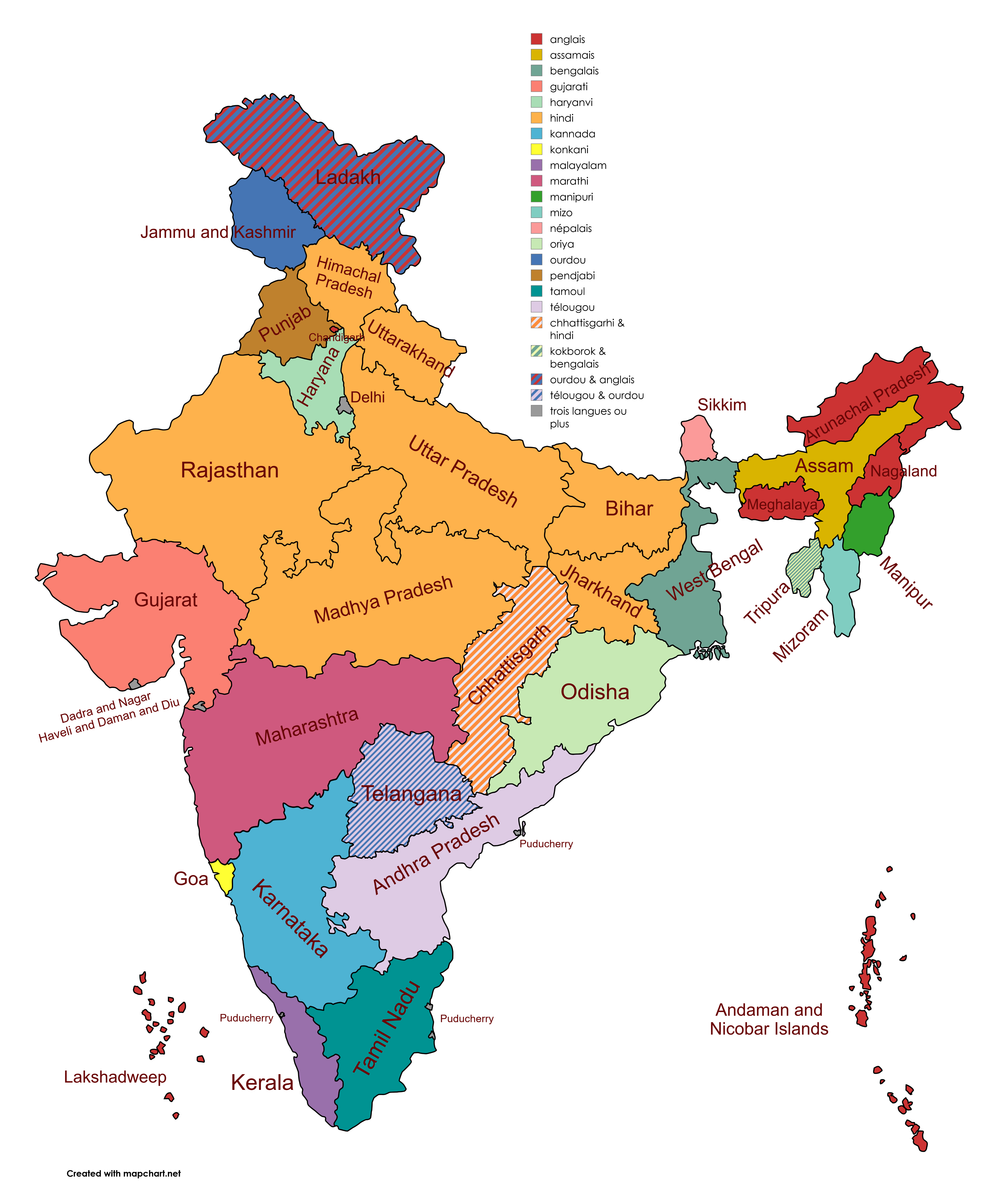
Carte des langues officielles des provinces de l'Inde.

La Constitution indienne (article 17) désigne l'hindi comme langue officielle du gouvernement indien, écrit en écriture devanagari. Bien que les intentions initiales de la constitution étaient de supprimer progressivement l'anglais comme langue officielle, des dispositions ont été prévues pour que « le Parlement puisse, par la loi, prévoir l'utilisation... de... la langue anglaise ».
La huitième annexe de la Constitution indienne énumère 22 langues recevant une reconnaissance, un statut et un encouragement officiels. En outre, le gouvernement indien a décerné la qualité de « langue classique » au tamoul, au sanskrit, au kannada, au télougou, au malayalam et à l'odia.